# Gilles Ménage (grammairien)
Pour le haut fonctionnaire, voir Gilles Ménage (haut fonctionnaire).
Pour les articles homonymes, voir Ménage.
Œuvres principales
- Origines de la langue française (1650 et 1670) ;
- Poemata latina, gallica, graeca, et italica (1656) ;
- Origini della lingua italiana (1669) ;
- Observations sur la langue française (1672-1676) ;
- Histoire de Sablé[1] (1683) ;
- Anti-Baillet (1690)
- Histoire des femmes philosophes (1690)
- « Menagiana » (propos, recueil posthume de 1693)
- Dictionnaire etymologique de la langue françoise (1694)

Compléments
- Polémiques avec Pierre de Montmaur (1644) et avec Claude Favre de Vaugelas (1650) ;
- caricaturé par Molière dans Les Femmes savantes à travers le personnage de Vadius. (1672)

Gilles Ménage, né le 15 août 1613 à Angers et mort le 23 juillet 1692 à Paris, est un grammairien, historien et écrivain français.

## Biographie

### Avocat puis prieur
Fils de Guillaume Ménage, avocat d’Angers, et de Guionne Ayrault (elle-même fille de Pierre Ayraut), Gilles Ménage naît à Angers le 15 août 1613. C’est dans ce qui est, aujourd’hui, la rue David d'Angers que se trouve la maison natale de Gilles Ménage. Forcé par son père d'entrer au barreau, il fait des études de droit pour lui obéir et, après avoir achevé ses études, il est reçu avocat à Angers, en 1632. Il y plaide et vient la même année à Paris, où il est aussi reçu avocat, et y plaide plusieurs causes. En 1634, le parlement ayant été tenir les grands jours à Poitiers, il le suit et y plaide aussi.
Bientôt rebuté par une profession qu’il n’avait embrassée que contre son gré, il abandonne la carrière du barreau pour celle de l'Église, afin de se consacrer tout entier aux belles lettres. Il s’occupe d’obtenir un bénéfice ecclésiastique dont le revenu lui permet de se livrer à ses études de prédilection, mais il ne prend pas les ordres. Il devient ainsi prieur commendataire de Montdidier mais, résolu à s’installer à Paris, il entre sur la recommandation de Jean Chapelain dans l’entourage du coadjuteur de Paris Jean-François de Gondi, futur cardinal de Retz. Il avait vendu une terre de la succession de son père à Abel Servien, qui lui en passa contrat de constitution de trois mille livres de rente et touchait une pension de quatre mille livres, créée en sa faveur sur deux abbayes[pas clair]. Ce revenu de deux mille livres de pension que le roi lui fait, mais dont il n'a été payé que pendant quatre ans, le mit en état de cultiver l’étude des belles lettres et de faire les dépenses nécessaires pour l’impression de quelques-uns de ses ouvrages.

### Carrière mondaine
Un goût naturel, servi par une grande mémoire qu’il conserva presque jusqu’à la fin de sa vie, l’avait tourné dès sa jeunesse vers l’érudition. Gilles Ménage se distingue bientôt par deux pièces en vers : la Métamorphose du pédant Montmaur en Perroquet, en latin, puis la Requête des Dictionnaires, satire en vers français. Le peu de mesure qu’il garde avec des personnes qui étaient entrées chez le cardinal de Retz Jean-François Paul de Gondi, avec des vues plus intéressées que les siennes, le brouille irrémédiablement avec eux. En 1648, il se brouille aussi, à cause de ses traits satiriques, avec le cardinal de Retz, qui le protégeait et l’avait attaché à sa maison, et le quitte pour un appartement dans le cloître de Notre-Dame de Paris.
Reçu à l’Hôtel de Rambouillet, il parle un peu à la légère de Julie d'Angennes, qui lui en fait de sévères reproches. Il unit un pédantisme et un amour-propre irritable à son penchant vers la satire, ce qui lui cause bien des désagréments. Il a eu des querelles, restées célèbres dans l’histoire littéraire, avec Gilles Boileau, l’abbé d’Aubignac, l’abbé Cotin, Baillet, le père Bouhours ; il en a même eu avec son ami Chapelain, qui avait soutenu ses débuts. Boileau-Despréaux, qu’il avait blessé, l’attaque dans sa IIe satire mais, apaisé, remplace plus tard son nom par celui de l’abbé de Pure.
Molière, dont il avait mal parlé devant Charles de Montausier, le livre au ridicule, en 1672, avec le personnage de « Vadius » des Femmes savantes. Ménage y est dépeint comme un plagiaire et un pédant. Molière reprend l'accusation de plagiat faite par Charles Cotin dans La Ménagerie en 1659. Cotin écrit de lui : « Il sait cueillir les fleurs écloses / Dans tous les parterres d'autrui ». Ménage refuse de se reconnaître sous les traits de ce pédant bilieux, et il applaudit à la comédie. C’est, du reste, l’un des traits de son caractère que la facilité avec laquelle il oublie ses propres injures et celles de ses ennemis pour se réconcilier avec eux, quand le prétexte lui en est offert.
Malgré ses travers, Ménage ne vit donc pas en solitaire, sans société ni amis. Il est au contraire très recherché. Il tient salon, jusqu’à sa mort, dans son appartement au cloître de Notre-Dame, en compagnie de Chapelain et de Paul Pellisson, accueillant quantité de lettrés et de savants comme Valentin Conrart, Perrot d'Ablancourt, Antoine Furetière, Guillaume Bautru, Charles Perrault, Antoine Galland, Jean Boivin, Jean-François Sarrasin, et le philologue François Guyet qui meurt dans ses bras. Ces séances se tenant chez lui le mercredi, Ménage les appelle les « Mercuriales ». Elles accueillent nombre de femmes et d'hommes du monde et de la plus haute noblesse, comme Madame de Sévigné et Madame de La Fayette. Par égard pour son esprit, les femmes les plus spirituelles souffraient ses hommages et il fut l’amoureux platonique de plusieurs d’entre elles. Il peut ainsi dire à Marie de Sévigné qu’il a été son « martyr ». Il fut le « mourant » de Madeleine de La Fayette, avec qui il entretient une liaison de douze années. Jusqu’à l’époque où il se voit forcé de mener une vie de reclus, il avait bonne place dans la haute société et y était accueilli avec empressement. Quand, par suite de ses infirmités, il est dans l’impossibilité de sortir, les réunions ont tout de même lieu tous les jours et avec la même affluence de visiteurs.

### Fin de sa vie
En 1684 il se présente vainement à l’Académie, qu’il s’est fermée pour l’avoir raillée dans sa Requête des Dictionnaires. Il a dressé pour Jules Mazarin et Jean-Baptiste Colbert une liste d’une remarquable impartialité de gens de lettres qui méritaient des récompenses.
Il meurt à Paris le 23 juillet 1692.

## Hommages et postérité
- Une école primaire publique porte son nom à Sablé-sur-Sarthe[6].

## Travaux
D’une grande érudition, et possédant une bonne mémoire, Gilles Ménage aime à citer des vers grecs, latins, italiens et français dans toutes ses conversations. Fin grammairien, possédant dans les langues et la littérature des connaissances étendue, Louis Moréri dit de lui qu’« il n’y a presque pas de genre de littérature dans lequel il ne se soit exercé, et souvent avec assez de succès comme on le peut voir par le grand nombre de livres qu’il a publiés ».
Il polémique en 1644 avec Pierre de Montmaur, puis en 1650 avec Vaugelas, notamment dans ses Observations sur la langue française. Son traité des Origines de la langue française, de 1650, peut être considéré comme le premier grand dictionnaire étymologique du français. Il a essayé, contrairement à Bouhours avec lequel il eut une querelle retentissante, de garder les vieux mots et les termes provinciaux. Ménage préparait, avant de mourir, une nouvelle édition de ce dictionnaire, qui n’est parue qu’en 1694 avec des augmentations par Simon de Valhébert sous le titre de Dictionnaire étymologique, ou Origines de la langue françoise. En 1750, Augustin François Jault, professeur au Collège royal, en a donné une nouvelle édition augmentée en 2 volumes in-folio. Plusieurs des ouvrages de Ménage présentent donc des recherches utiles au point de vue philologique, en dépit de beaucoup de ses emprunts reprochés par Trissotin à Vadius.
Conrart le juge digne d’être marqué de la fleur de lis, au pied du Parnasse. Ménage ne cherche cependant pas à cacher ses emprunts, dont il se fait même un titre littéraire. Il recherche l’ingénieux et son style est affecté et précieux. Bayle fait sa louange en l’appelant le « Varron de son siècle ».
Gilles Ménage est l’auteur d'une Histoire des femmes philosophes, une petite encyclopédie qui recense 65 femmes ayant pratiqué la philosophie dans l’Antiquité gréco-romaine, classées par écoles. L’ouvrage comporte une dédicace à Anne Dacier, érudite comme lui.

## LesMenagiana
En 1693, ses pensées et bons mots ont été recueillis sous la direction d'Antoine Galland, avec l'aide de ses amis, et publiés dans un ouvrage sous le titre de Menagiana, premier ouvrage du genre, réédité à de nombreuses reprises au XVIIIe siècle.
Bernard de La Monnoye, chargé de corriger les épreuves de Ménage en éclaircissant certains articles, y a intercalé une partie des ana (remarques curieuses) dispersées dans son portefeuille. Il a levé le voile sur certaines personnalités et il a mêlé à ses citations des traits un peu libres. Le livre a été saisi et soumis à censeurs, avec lesquels il a fallu composer. La Monnoye s'en sortit facilement, servi qu'il était par le crédit du cardinal de Rohan. Citons : 

« Rien n'est si doux que la diversité ; le changement de fers tient lieu de liberté. »

— Extrait du Madrigal.
Afin de répondre aux Menagiana, Jean Bernier (1627-1698) produit un Anti-Menagiana la même année, en 1693.

## Publications
- Origines de la langue française, Paris, Augustin Courbé, 1650, in-4° ; (en ligne ) ; Nouvelle édition deux ans après sa mort, sous le titre de Dictionnaire étymologique, ou Origines de la langue françoise, avec les Origines françoises de M. de Caseneuve, un Discours de la Science des Etymologies par le P. Besnier Jésuite, & une Liste des noms de Saints, qui paroissent éloignés de leur origine, & qui s'expriment diversement selon la diversité des lieux, par M. l'Abbé Chastelain, Paris, Jean Anisson, 1694. in-folio ; (1694 en ligne, reproduit en 1750 en ligne) ; cette nouvelle édition est, comme l'indique le titre, considérablement augmentée.
- Miscellanea, Paris in-4°. 1652. Recueil de diverses pièces Grecques, Latines & Françoises, composées à différentes époques.
- Gargilii Macronis Parasito-Sophista Metamorphous, & Vita Gargilii Mamurrae Parasito Pœdagogi, Pièces autour du personnage de Pierre de Montmaur, Professeur en Langue Grecque, qui avaient fait l'objet de nombreuses satires auparavant. Insérées dans ses Mélanges.
  - Vita M. Gargilii Mamurrae Parasito-Paedagogi, Scriptore Marco Licinio (Ménage), parut à Paris en 1643. in-4°. pp. 34.
  - Gargilii Macronis Parasito-Sophistae Metamorphosis, ad Joannem-Ludovicum Balzacium, a été imprimé à Paris in-4°. pp. 12. (sans indication d'année).
  - La Requête des Dictionnaires. Longtemps cachée parmi ses papiers, imprimée à son insu par l’abbé Montreuil.
- Osservazioni sopra l’Aminta del Tasso. 1653. in-4°.
- Diogenes Laertius, Gr. & Lat. cum Commentario, Londini, fol. 1663, Paris; augmentée considérablement, Amsterdam en 1692. en deux tomes in-4°. En ligne Google :
- Poemata; Déjà incluses dans Miscellanea, Paris in-4°. 1652 ; 2e édition augmentée, Paris. 1656, in-12 ; 3e édit. 1658, in-8° ; 4e édit. Elzevir, 1663, in-12 ; 5e édit. Paris. 1668, in-8° ; 6e édit. Paris. 1673, in-8° ; 7e édit. Paris. 1680 ; 8e édit. Amsterdam, 1687, in-12.
- Recueil des Éloges faits pour M. le Cardinal Mazarin, Paris, fol. 1666.
- Origini della Lingua Italiana, Parigi, 1669, in-4°, 2e édit. 1685, in Geneva, fol.
- Juris Civilis Amœnitates, Paris. 1664, in-8°, 2e édit, Parisi, 1667, in-8° ; 3e édit., Francofurti & Lipsiae, 1680, in-8°.
- Les Poësies de Malherbe, avec des Notes, Paris, 1666, in-8°. 2de édition retouchée, Paris, 1689, in-12. 3e édition, Paris, 1722, in-12, 3 tomes : t. 1 : Google :  & Archives texte accessible :  ; t. 2 :   & Archives texte accessible :  ; t. 3 :  & Archives texte accessible : .
- Annotazioni sopra le Rime di Monsignor della Casa, Paris, 1667, in-8°.
- Vita Matthaei Menagii, primi Canonici Theologi Andegavensis, Paris, 1674, in-8°, Idem, Paris, 1692, in-12.
- Vita Petri Aerodii, Quaestoris Regii Andegavensis, & Guillelmi Menagii, Advocati Regis Andegavensis, Paris. 1675. in-4°. (Biographie de son aïeul Pierre Ayrault, Lieutenant Criminel d’Angers).
- Les Observations de M. Ménage sur la Langue Françoise, Paris, Chez Claude Barbin 1672 in 12, 486 pages. réédité la même année en petits caractères en 421 pages.Réédition en 2 tomes, le premier en 1675 & le second en 1676. (en ligne t. 1 et t. 2). Édition critique de Marc Bonhomme, Paris, Classiques Garnier, coll. Descriptions et théories de la langue française, 2022.
- Mescolanze, In Parigi, 1678, in-8°. Item, Rotterdam, in-8°, 1692. Cette seconde édition est augmentée.
- Histoire de Sablé, contenant les Seigneurs de la Ville de Sablé, jusqu’à Louis I, Duc d’Anjou & Roi de Sicile ; première Partie, qui comprend les Généalogies de Sablé et de Craon, avec des remarques et des preuves, Paris, 1686, in fol. Histoire de Sablé[1] (1683);
- Historia Mulierum Philosopharum, Lugduni, 1690, in-12. Traduction française : Histoire des femmes philosophes, traduit du latin par Manuella Vaney, Paris, Arléa, 2006.
- Antibaillet, 1690, in-12. 2. vol. (Critique de M. Baillet, qui avait parlé de lui de façon désobligeante dans le Jugement des Savants). Ces remarques ont paru enfin dans l’édition de l’Antibaillet, faite en Hollande en 1727, en 17. vol. in-12. Elles ont été réimprimées in-4° à Paris en 1730  lire en ligne.
- Discours sur l’Heautontimorumenos de Térence, Paris, 1640, in-4°. Item, dans les Miscellanea de M. Ménage, 1652 ; Item, avec des corrections et des augmentations. Utrecht, 1690, in-12. Item, Amsterdam, 1715, in-8°, avec la Pratique du Théâtre de l'Abbé d'Aubignac.
- Menagiana, ne parut qu’après la mort de Ménage, d’abord en un volume, ensuite en deux ; M. de la Monnoye en a donné une édition bien augmentée, à Paris, 1715. in-12. 4 tomes. t. 1 :  ; t. 2 :  ; t. 3 :  ; t. 4 : .